# Huerta de la Obispalía
Huerta de la Obispalía es un municipio español de la provincia de Cuenca, en la comunidad autónoma de Castilla-La Mancha. Tiene una población de 130 habitantes (INE 2024).

## Geografía
Por los alrededores de la localidad discurre el río Záncara.

## Historia
A mediados del siglo XIX, la villa tenía contabilizada una población de 167 habitantes. Aparece descrita en el noveno volumen del Diccionario geográfico-estadístico-histórico de España y sus posesiones de Ultramar de Pascual Madoz de la siguiente manera:

HUERTA DE LA OBISPALIA: v. con ayunt. en la prov., dióc. y part. jud. de Cuenca (5 leg.), aud. terr. de Albacete (20) y c. g. de Castilla la Nueva (Madrid 18): sit. en la falda de un cerro que le pone al abrigo de viento N. y en la confluencia de dos vegas que hacen su clima húmedo y muy propenso á tercianas. Tiene 40 casas de mediana contruccion y a propósito para labradores, formando calles sin empedrar y con poca simetria, un pósito pio con 17 fan. de trigo, sala consistorial, y un hermoso cast. ya casi arruinado en el cerro que domina el pueblo, y la igl. parr. que es un edificio muy regular y de ant. arquitectura tiene por titular á Ntra. Sra. de la Asuncion y está servida por un teniente de Villar del Aguila de donde es aneja; hay una ermita bajo la advocacion de la Fuen-Santa. ya casi arruinada por la falta de fondos; fuera de la pobl. está el cementerio bien ventilado y nada perjudicial á la salubridad: á dist. de 1,000 pasos se halla fuente de que se surte el vecindario, y ademas varios manantiales para abrevadero de ganados. Confina el térm. por N. con el de Villarejo sobre Huerta; por E. con Poveda de la Obispalia; por S. con Zafra, y por O. con Villar del Aguila, en él estan los cas. denominados el Picazo y el Cuende. El terreno es en su mayor parte montuoso, flojo y escesivamente húmero, cultivándose 1,200 almudes de tercera calidad y poco productivos, lo demás está poblado de mata baja chaparral, robledal, romero y otros arbustos; el r. Zancara y otro arroyuelo riegan sus vegas uniéndose á 2,000 pasos del pueblo y continúan su corriente hácia O., cesando su curso en los meses de calor. Los caminos son locales y de herradura, y su estado malísimo por lo escabroso. prod.: trigo, avena y algunas legumbres; se cria ganado lanar y algun vacuno; caza de liebres, conejos y perdices. ind.: la agrícola, y el comercio se reduce al cambio de cereales por los art. de que carecen. pobl.: 42 vec., 167 alm. cap. prod.: 707,940 rs. imp. 35,399. El presupuesto municipal asciende á 2,900 rs., y se cubre con el prod. de lasa fincas de propios.
(Madoz, 1847, p. 297)

## Demografía
Huerta de la Obispalía cuenta con una población de 130 habitantes (INE 2024).
| Gráfica de evolución demográfica de Huerta de la Obispalía entre 1842 y 2021                                        |
| |
| Población de derecho según los censos de población del INE Población de hecho según los censos de población del INE |

## Administración
| Periodo   | Nombre                     | Partido |
| --------- | -------------------------- | ------- |
| 2003-2007 | José María Matas Monsálvez | PP      |
| 2007-2011 | María Gema Rubio Contreras | PP      |
| 2011-2015 | María Gema Rubio Contreras | PP      |

## Patrimonio

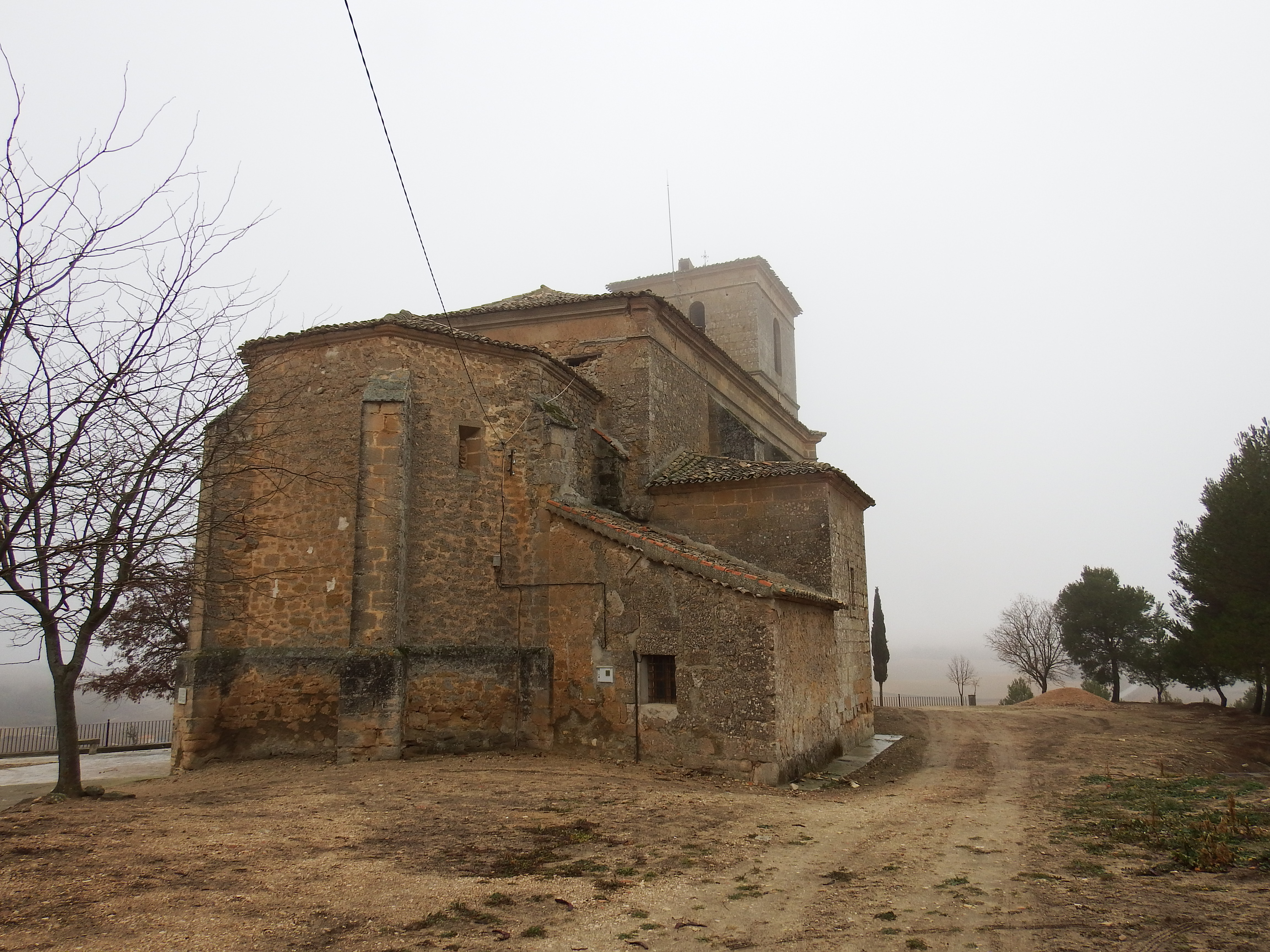
Iglesia de la Asunción

En la localidad hay una iglesia bajo la advocación de Nuestra Señora de la Asunción, además de un antiguo castillo, ubicado en el cerro que domina el pueblo y construido por Gabriel Condumario.